# Wiesel (militärisches Kettenfahrzeug)
Der Wiesel ist eine leichte gepanzerte Kettenfahrzeugplattform und existiert in verschiedenen Varianten für Aufklärungs-, Führungs-, Wirkungs- und Unterstützungszwecke. Neben den verschiedenen Fahrzeugvarianten wird grundsätzlich zwischen dem kleineren Wiesel 1 und dem größeren Wiesel 2 unterschieden. Das von Rheinmetall Landsysteme – einem Tochterunternehmen der Rheinmetall – hergestellte Kettenfahrzeug wird von der Bundeswehr in den Infanterieverbänden als Feuerunterstützungsfahrzeug sowie als Robotversuchsfahrzeug in einer Kleinauflage von sieben Fahrzeugen von der US Army eingesetzt. Der Kleinpanzer wird im deutschen Raum als Waffenträger bezeichnet.

## Entwicklungsgeschichte

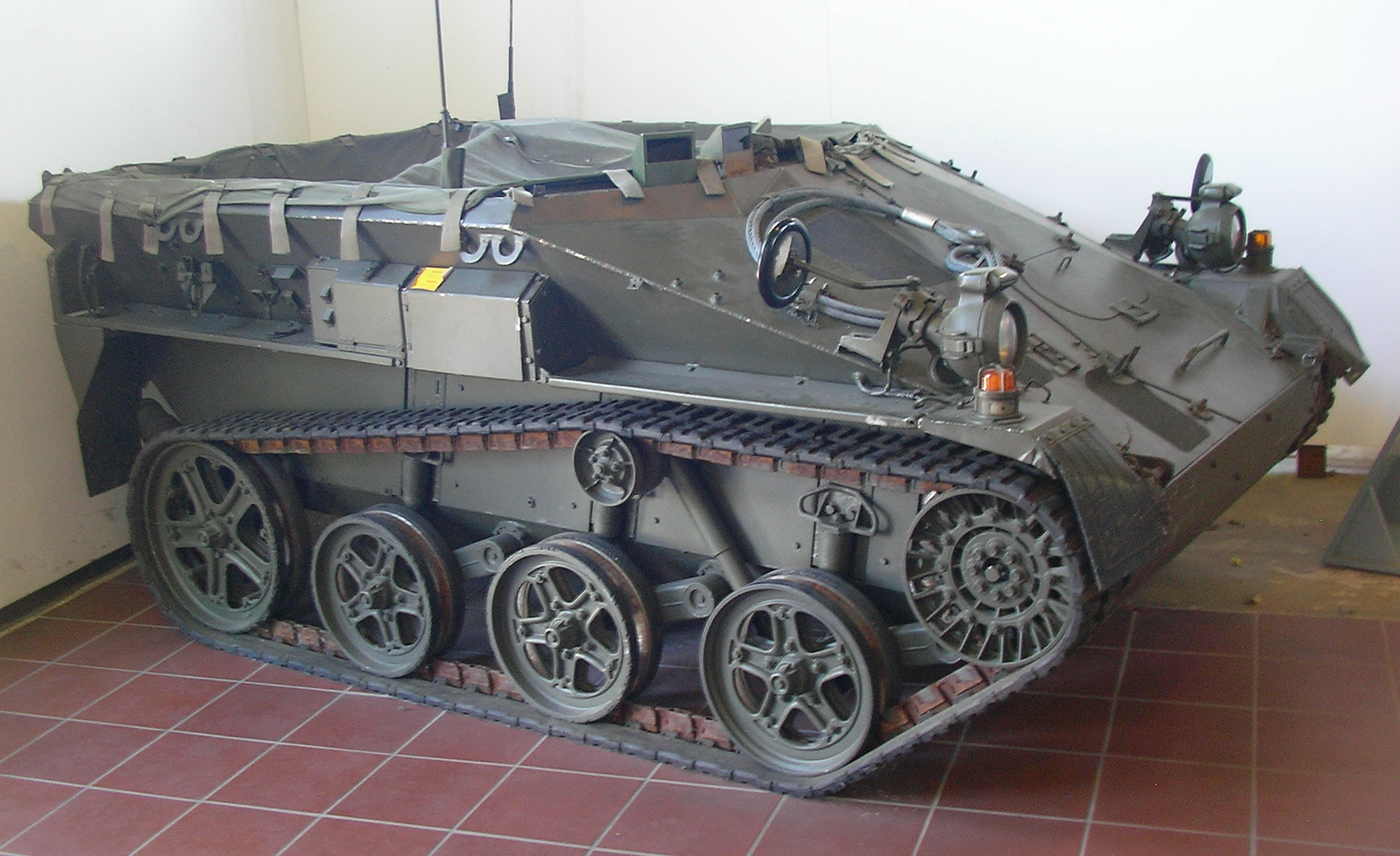
Wiesel 1, Prototyp „PT 06“ von Porsche

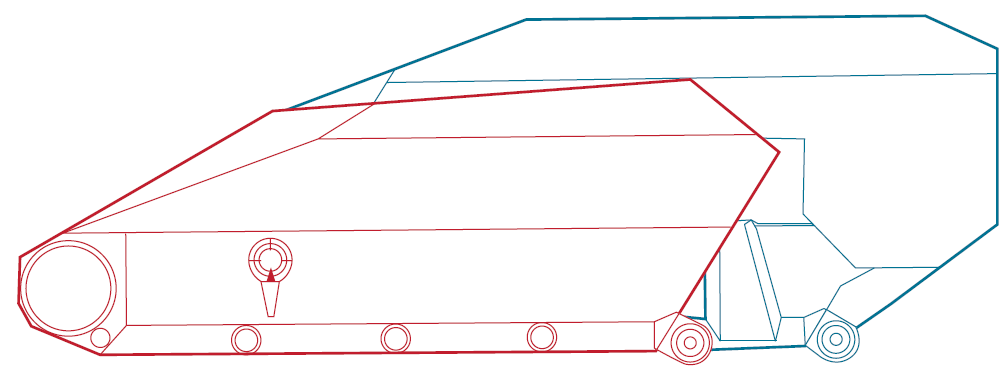
Die Silhouetten des Wiesel 1 (rot) und Wiesel 2 (blau) im Vergleich

Als Ersatz des Waffenträgers Kraka (Kraftkarren) der Luftlandetruppen wurde im Auftrag der Bundeswehr 1977 ein Konzept eines kleinen und „gepanzerten“ Kettenfahrzeuges entwickelt. Das Projekt sah ein schnell und leicht luftverlastbares Fahrzeug mit einem bedingten Schutz gegen Handwaffen und Artilleriesplitter vor. Die Ursprünge der Konzeption reichten bis in das Jahr 1969 mit den ersten Ideen des Bundesverteidigungsministeriums und des Heeresamtes zurück. So untersuchte 1970 die Firma Porsche die Realisierbarkeit geeigneter Fahrzeuge. Die damaligen Konzeptstudien hatten jedoch Gesamtgewichte zwischen 6 t und 7,5 t, was einen Transport nur in einer Transall C-160 und einer Lockheed C-130 Hercules zuließ. Daraufhin überarbeitete man die Taktischen Forderungen (TAF) und stellte folgende Ansprüche:
- Lufttransport auch im Transporthubschrauber CH-53G, dadurch eine Gewichtsobergrenze von 6 t und limitierte äußere Abmessungen
- Absetzbarkeit per Fallschirm
- Bewaffnung mit Maschinenkanone (MK) 20 mm, Panzerabwehrsystem HOT und Mörser 120 mm

Mit dieser Aufstellung untersuchte Porsche die Optimierung ihrer Konzepte, erarbeitete jedoch gleichzeitig eine Studie über einen gepanzerten Waffenträger mit 2,75 t Gesamtgewicht. Die Vorteile eines Transports von zwei Waffenträgern bei gleicher Transportkapazität führten jedoch zu einer Begrenzung der Abmessungen zu einer Gesamtlänge von 3,30 m und einer Höhe der Wanne von 1,30 m.
Nach der ersten Präsentation der Studien wurden die TAF erneut geändert. Sie sahen nun das Waffensystem TOW mit einem Munitionsvorrat von 14 Raketen zur Panzerabwehr, eine Besatzung von drei Mann und ein Gefechtsgewicht von maximal 2,5 t vor. Dadurch sollte der Lufttransport von zwei Waffenträgern als Innenlast und einem Waffenträger als Außenlast sowie das Absetzen per Lastenfallschirm ermöglicht werden. Die Forderungen nach einer Version mit 20-mm-Maschinenkanone und 120-mm-Mörser wurde fallengelassen.
Im Juli 1973 wurde die TAF für das Projekt Waffenträger LL durch das Heeresamt in Kraft gesetzt, und die Geräteentwicklung begann. Porsche, Faun, Gesellschaft für Systemtechnik (GST), IBH und Rheinstahl entschlossen sich zur Erarbeitung von Entwürfen und legten ihre Angebote vor, die durch das Bundesamt für Wehrtechnik und Beschaffung (BWB) bewertet wurden. Bis auf die Firma Faun, die mit einem Radfahrzeug einen anderen Weg einschlug, waren alle Angebote leichte Kettenfahrzeuge. Man entschied sich am 18. April 1974 für das Porschekonzept, das um ein Modell mit einer 20-mm-MK ergänzt wurde, und beendete die Definitionsphase am 27. Juni 1974 mit dem Vertragsabschluss zwischen dem BWB und der als Generalunternehmen festgelegten Firma Porsche.
Die geplante Serienstückzahl betrug 270 Fahrzeuge, davon 170 mit TOW und 100 mit MK 20, was jedoch im April 1975 um weitere 230 Wiesel mit MK 20 erhöht wurde. Die Gesamtstückzahl belief sich somit auf 500 Waffenträger.
Im Oktober 1975 präsentierte Porsche in Zusammenarbeit mit Keller und Knappich Augsburg (KUKA) das erste Holzmodell im Maßstab 1:1, während die ersten sechs Prototypen gefertigt wurden. Bereits im Oktober 1976 begannen die ersten Fahrversuche im Porsche-Entwicklungszentrum in Weissach mit anschließender technischer Erprobung in der Wehrtechnischen Dienststelle 61 im Zeitraum Februar 1977 bis Mai 1978. Durch die Firma Techdok und KUKA und der Ausarbeitung der Technischen Dienstvorschriften konnte jedoch schon 1977 an der Schule Technische Truppe 1 in Aachen und bei der Luftlande- und Lufttransportschule Altenstadt (LL/LTS) mit Truppenversuchen begonnen werden.
Im Frühjahr 1978 starteten das BWB und Porsche die Serienreifmachung, jedoch wurde das Projekt 1979 aus Kostengründen eingestellt. Zur Sicherung der Entwicklungsergebnisse erhielt Porsche noch im selben Jahr einen Auftrag zur Restabwicklung des Vorhabens Waffenträger MK 20/TOW.
Bereits zwei Jahre später zeigte sich jedoch, dass die Ablösung des Kraka unumgänglich war. So startete das BWB im Juni 1981 erneut das Vorhaben Waffenträger MK 20/TOW und untersuchte 19 weitere Vorschläge in- und ausländischer Firmen. Da Porsche leihweise zwei Prototypen des Wiesels zur Verfügung standen, war es möglich, ein Funktionsmuster des TOW-Fahrzeugs am 3. September 1981 in Hammelburg anlässlich der Präsentation gepanzerter Rad- und Kettenfahrzeuge der KTS 1 (Kampftruppenschule) vorzustellen.
Mit den neuen Taktischen Forderungen vom 11. März 1983 wurde erneut eine Konzept- und Definitionsphase für einen Waffenträger MK 20/TOW eingeleitet. Durch die Marktanalyse des BWB waren der Wiesel und ein gepanzertes Radfahrzeug auf Basis des G-Modells von Mercedes in enger Auswahl. Jedoch kam es zu keiner Entscheidung einer Auftragsvergabe, was das Heeresamt und das Bundesamt für Wehrtechnik und Beschaffung veranlasste, die Konzeptuntersuchung im Amtsbereich mit Industriebeteiligung in Eigenleistung durchzuführen. Man definierte folgende Forderungen mit dem Ziel der Realisierbarkeit bis zum Serienstart 1989:
- Luftverlastbarkeit von zwei Fahrzeugen im CH-53G
- Schießen der MK 20 in Einzelfeuer, schnellem Einzelfeuer und kurzen Feuerstößen
- Geländegängigkeit im Bereich des VW Iltis
- Verwendung handelsüblicher Otto- oder Dieselmotoren
- Verwendung eines Automatikgetriebes
- Ausstattung der MK-Lafette mit einem Wärmebildgerät sowie Möglichkeit zum Munitionswechsel auf 25 mm
- Umrüstung auf TOW 2
- Einbau der Funkgerätefamilie SEM 80

Im Mai 1984 präsentierte man ein Muster unter der Bezeichnung MK 20 oben geschlossen, jedoch war dieser Prototyp noch zu hoch. So wurde eine zweite Lösungsalternative mit Waffe und Zieleinrichtung nebeneinander im Drehturm favorisiert, was wesentliche Vorteile beim Be- und Entladen in den CH-53G sowie besseren ballistischen Schutz, bessere Sichtverhältnisse und einen größeren Höhenrichtbereich der MK 20 brachte. Einem Erlass zufolge durften in Kampffahrzeugen nur noch Dieselmotoren eingebaut werden. Deshalb wurden ein 2-Liter-5-Zylinder-Turbo-Dieselmotor der Firma Volkswagen sowie ein Automatikgetriebe von ZF Friedrichshafen (damals Zahnradfabrik Friedrichshafen) eingebaut. Diese Änderungen führten jedoch zu einer enormen Gewichtszunahme, was durch Leichtbau und neuen Panzerstahl kompensiert wurde.

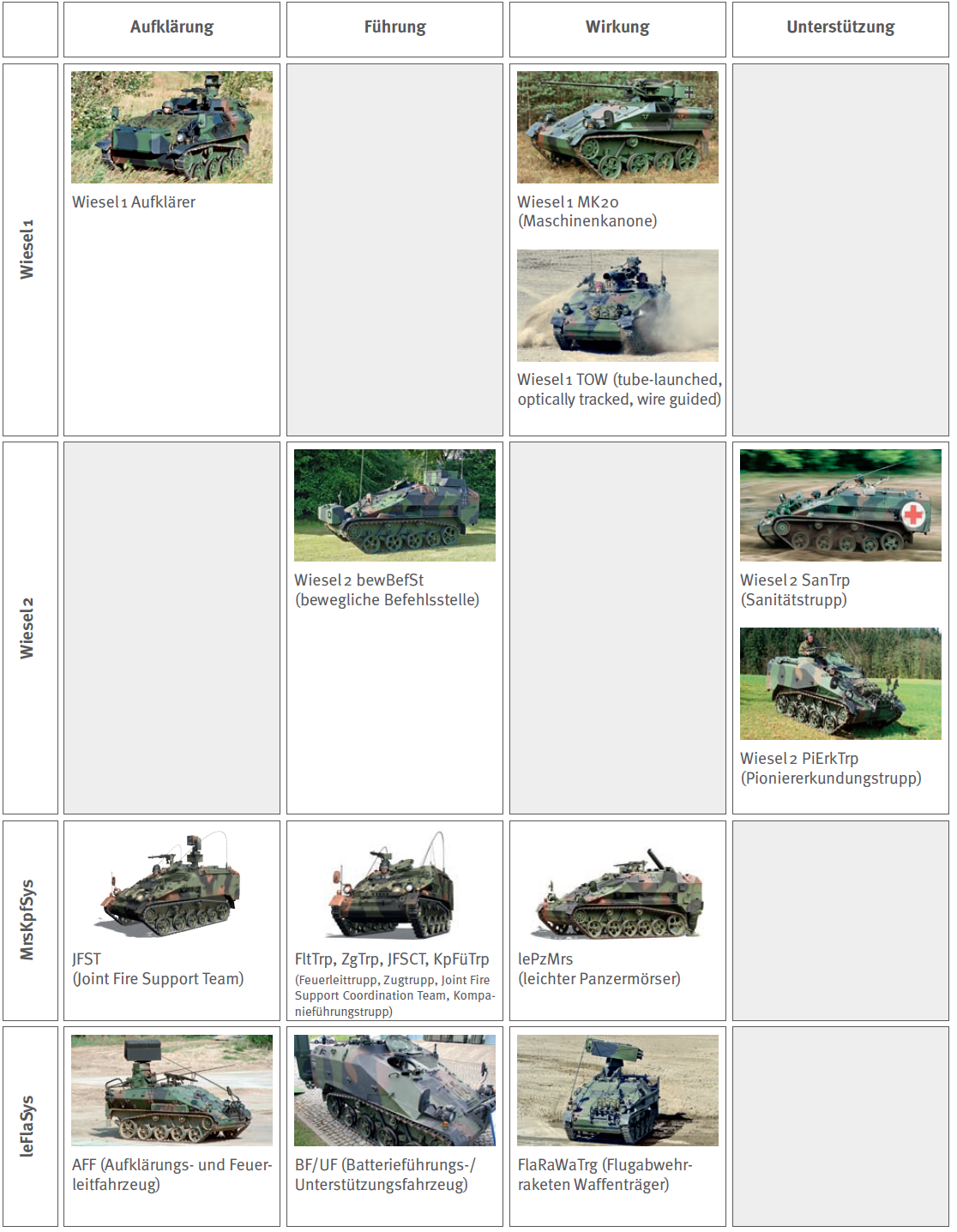
Übersicht der Wiesel-Fahrzeugfamilie

Nachdem das Heeresamt, das BWB und das Materialamt des Heeres ihre Bewertung abgeschlossen hatten, wurde das Konzept Waffenträger Wiesel zur Einführung bei den Luftlandetruppen empfohlen. Als Begründung waren aufgeführt:
- Ballistischer Rundumschutz
- Geringe Abmessung und dadurch niedrige Silhouette
- Niedriges Gefechtsgewicht
- Niedriger Bodendruck
- Luftverladefähigkeit als Innen- und Außenlast
- Transport von zwei Wiesel auf einem LKW 10 t
- Hohe Straßen- und Geländegängigkeit
- Geringe Geräuschentwicklung
- Einheitsfahrgestell für beide Varianten
- Handelsübliche Baukomponenten

Nach dem Erlass des Phasendokumentes „Militärisch-Technisch-Wirtschaftliche Forderung“, kurz MTWF, und der Freigabe der Haushaltsmittel im April 1985 wurde der Entwicklungsauftrag an Porsche erteilt. Im März 1986 wurde je eine Waffenanlage zur Erprobung bzw. Systemerprobung an die WTD 91 (Wehrtechnische Dienststelle für Waffen und Munition) und WTD 41 (Wehrtechnische Dienststelle für Kraftfahrzeuge und Panzer) übergeben. Die Fahrgestelle folgten Ende Juni 1986.
Durch die lange Entwicklungsphase im Vorfeld verliefen die Tests ohne große Probleme, was den termingerechten Truppenversuch Taktik und Logistik im Herbst 1986 und somit die Serienreife bis September 1987 ermöglichte. Der Beschaffungsvertrag wurde am 21. Dezember 1988 unterschrieben.
Die Serienproduktion übernahmen die Firmen Krupp und MaK (seit 1992 ein Teil von Rheinmetall Landsysteme GmbH), die sich neben Krauss-Maffei und Thyssen Henschel beworben hatten. Die Gesamtstückzahl belief sich auf 343 Fahrzeuge, davon 210 mit TOW (inkl. 24 Fahrschulpanzer) und 133 mit MK 20. Die Auslieferung erfolgte in den Jahren 1990 bis 1992. Weitere sieben Fahrzeuge wurden an die USA geliefert.
Bereits 1981 deuteten diverse Konzeptuntersuchungen der Firma Porsche auf die Erweiterung der Wiesel-1-Plattform hin. So wurde beispielsweise für ein angedachtes Bergefahrzeug die Wanne des Wiesel 1 erheblich vergrößert.
Zu Beginn der 1990er Jahre erkannte auch die Bundeswehr die steigende Bedeutung von gepanzerten luftverladbaren Kraftfahrzeugen. Um diesem Bedarf zu entsprechen, entwickelte die Firma MAK in Eigenverantwortung den ersten Prototyp des zukünftigen Wiesel 2.
Der Prototyp wurde als Mannschaftstransportwagen entwickelt und sah ein nahezu verdoppeltes Innenraumvolumen im Vergleich zum Wiesel 1 vor. In diesem Zuge verlängerte sich die Fahrzeugwanne, und es wurde eine vierte Laufrolle eingefügt. Aufgrund dieser Veränderung der Fahrzeugabmessungen kann nur noch ein Wiesel 2 in der CH-53 transportiert werden. Einhergehend mit der Steigerung des Gesamtgewichtes wurde die Motorisierung (seriennaher 1,9-Liter-TDI-Motor von Volkswagen) geändert, ebenso kam ein neues Getriebe zum Einsatz, das jetzt auch das Wenden um die Hochachse ermöglicht. Die Kabine ist klimatisiert, sodass ein Einsatz in vielen Klimazonen möglich ist. Zudem ist ABC-Schutz gewährleistet.
Diese Weiterentwicklung fand beim Bedarfsträger Zustimmung. So wurde auf der neuen Fahrzeugbasis das leichte Flugabwehrsystem realisiert und 2004 an den Kunden ausgeliefert. Weitere Fahrzeugversionen folgten.
Den letzten Stand der Fahrzeugentwicklung stellt das derzeit in der Herstellung befindliche MrsKpfSys dar. Aufgrund einer weiteren Auflastung des maximalen Fahrzeuggewichts wurde die Wanne nochmals verlängert und eine fünfte Laufrolle eingefügt. Aufgrund der, im Vergleich zur Entwicklung von Wiesel 1 auf Wiesel 2, geringeren technologischen Weiterentwicklung wird diese Fahrzeugvariante weiterhin zur Wiesel-2-Plattform gezählt.

### Nutzungsdauerverlängerung
Im November 2019 beauftragte das Bundesamt für Ausrüstung, Informationstechnik und Nutzung der Bundeswehr (BAAINBw) die FFG Flensburger Fahrzeugbau Gesellschaft mbH (FFG) mit der Nutzungsdauerverlängerung (NDV) von insgesamt 181 Wiesel 1, die eine Nutzung der Fahrzeuge über das Jahr 2030 hinaus ermöglichen wird.
Kernelemente der NDV sind die Verbesserung der Geräusch- und Vibrationssignatur und des Schutzes sowie die Optimierung der Gewichts- und Energiebilanz. Dies betrifft die Produktkategorien Fahrwerkskomponenten, ballistischer Schutz, Minenschutz, Regeneration von Obsoleszenzen bei Waffenanlage sowie Führungsinformationssystem, Beleuchtung, Batterien und Verbesserungen der Ergonomie sowie des Arbeitsschutzes. Weitere Elemente des Auftrags sind die Ausstattung eines Ersatzteilerstbedarfs, eines Ersatzteilvorrats, von Sonderwerkzeugen und die Aktualisierung der Dokumentation. Die Verteilung der 181 Fahrzeuge sieht ca. 2/3 MK 20 mm, ca. 1/3 Panzerabwehr Waffenträger WIESEL 1 MELLS (Hier Ablösung der TOW als Hauptbewaffnung und Integration des Waffensystems MELLS) sowie 16 Fahrzeuge Aufklärung (alle vorhandenen). Zusätzlich liefert die FFG 15 Umrüstsätze für Fahrschulfahrzeuge. Ziel ist es, dass im Rahmen dieses Auftrages der Konstruktionsstand vereinheitlicht wird, sodass am Ende statt neun Varianten des WIESEL 1 nur noch vier Varianten existieren und bis mindestens 2030 in der Nutzung verbleiben.
Varianten nach Abschluss der Nutzungsdauerverlängerung
- Wiesel 1 MK NDV[5]
- Wiesel 1 MELLS NDV
- Wiesel 1 Aufklärer NDV
- Wiesel 1 Fahrschulpanzer NDV

Ende 2022 wurden die ersten modernisierten Wiesel 1 MELLS an die Bundeswehr übergeben. Anfang 2024 folgte die Auslieferung der ersten modernisierten Maschinenkanonen-Waffenträger vom Typ Wiesel 1A5 MK.

### Nachfolgesysteme
Ab 2025 will die Bundeswehr nach und nach den Waffenträger Wiesel 1 (Versionen MK und TOW/MELLS) ausmustern und durch neue Systeme zur Feuerunterstützung ersetzen.
In den schweren Kompanien der zu den mittleren Kräften zählenden Jägertruppe soll der Wiesel 1 durch den „Schweren Waffenträger Infanterie“ (sWaTrInf) ersetzt werden. Dieses Waffensystem auf Basis des Radpanzers GTK Boxer verfügt über eine Maschinenkanone MK 30 und einen Werfer für Panzerabwehrraketen MELLS und vereint damit die Wirkmittel der Wiesel-Versionen MK und TOW/MELLS in einem Fahrzeug.
Die Waffenträger Wiesel 1 der zu den leichten Kräften zählenden Luftlandeverbände der Division Schnelle Kräfte (DSK) sollen ebenfalls ersetzt werden. Dort wird jedoch nicht der sWaTrInf eingeführt, da der GTK Boxer zu schwer ist, um per Transporthubschrauber luftverlad- bzw. luftverlastbar zu sein. Es ist unklar, wie die Wiesel-Nachfolge bei der DSK realisiert werden soll. Der Luftbewegliche Waffenträger (LuWa) – ein leichtes Kettenfahrzeug, das dem Wiesel ähnelt – wurde eigens entwickelt. Der LuWa sollte die im Zulauf befindliche Luftlandeplattform Caracal ergänzen und in drei Varianten beschafft werden: 25-mm-Maschinenkanone, MELLS-Werfer und Fahrschule. Im November 2024 wurde jedoch bekannt, dass das Beschaffungsvorhaben LuWa aufgrund zu hoher Kosten abgebrochen wurde.

## Einsatzkonzept

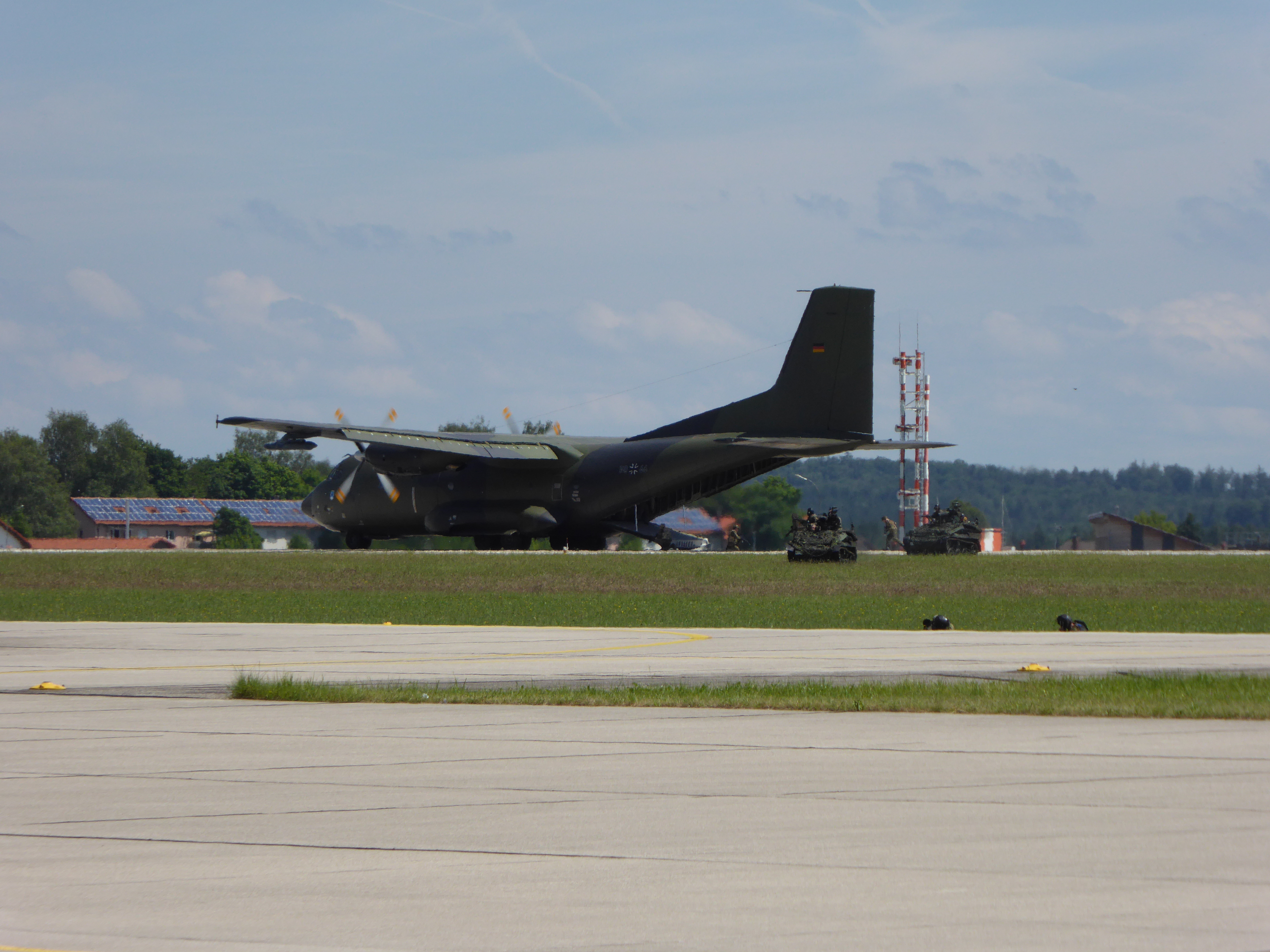
Absetzen von zwei Wiesel durch ein Transportflugzeug vom Typ C-160 Transall auf dem Fliegerhorst Landsberg/Lech beim Tag der Bundeswehr 2017

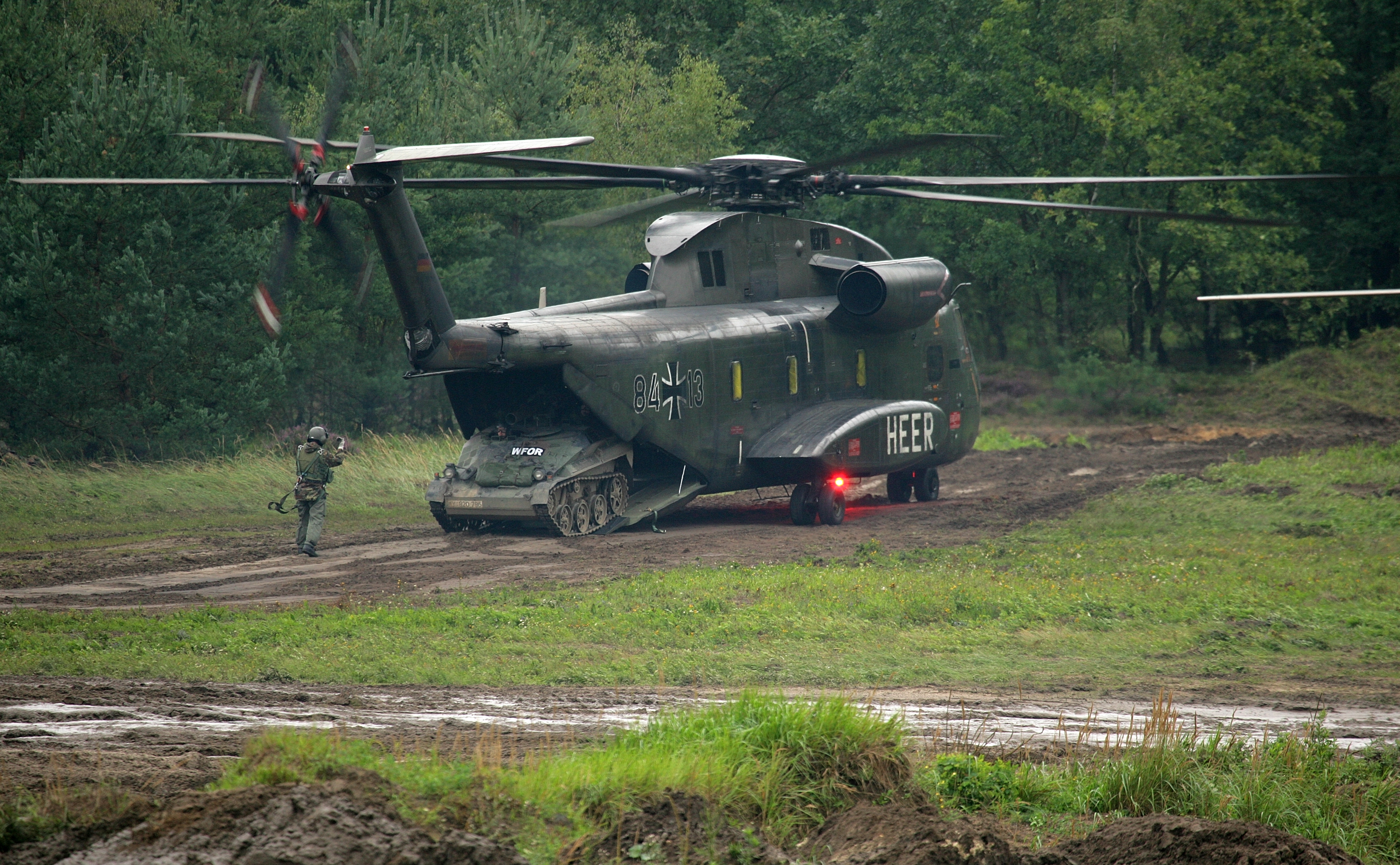
Absetzen eines Waffenträgers Wiesel durch den mittelschweren Transporthubschrauber CH-53G auf dem Truppenübungsplatz Munster anlässlich einer Informationslehrübung des Heeres

Der Wiesel 1 ist ein leicht gepanzerter, nachtkampffähiger und luftverlastbarer Waffenträger. Er wurde vorrangig für die Fallschirmjägertruppe entwickelt, findet jedoch nach der Umstrukturierung der Bundeswehr ebenfalls Verwendung in der Jägertruppe und bei den Gebirgsjägern. Eingesetzt wird der Wiesel in der Panzerabwehr, zur Feuerunterstützung der Jägerkompanien, beim Überwachen von Geländeabschnitten und Objekten, beim Beobachten und Sichern an Kontrollpunkten, beim Verstärken von Kräften im Objektschutz und, entgegen seinem Konzept, auch als Konvoibegleitung und Konvoischutz.
Der Wiesel 1 erreicht eine Höchstgeschwindigkeit von bis zu 80 km/h. Der Grund hierfür ist die hohe spezifische Leistung. Diese beträgt beim Wiesel 1 etwa 23 kW/t, ein Wert, der für Kettenfahrzeuge als sehr gut zu bezeichnen ist. Durch einen Bodendruck von 3,5 N/cm² besitzt der Waffenträger auch bei ungünstigsten Bodenbedingungen eine gute Geländegängigkeit, verbunden mit einer Geschwindigkeit von ca. 50 km/h. Seine geringe Größe begünstigt den Einsatz und erleichtert das Beziehen gedeckter Stellungen. Dies kann als Teil des passiven Schutzes gesehen werden. In der Regel wirken immer zwei Waffenträger zusammen, die sich gegenseitig sichern.
Ein CH-53G kann zwei Wiesel 1 (einen Wiesel 2) als Innenlast oder einen Wiesel als Außenlast transportieren. Bei Transportflugzeugen wie der C-160 Transall steigt die Anzahl auf vier, die US-amerikanische Lockheed C-130 kann drei Waffenträger aufnehmen. Eine weitere Möglichkeit, den Wiesel anzulanden, ist das Abwerfen per Lastenfallschirm. Diese wurde jedoch verworfen, nachdem vier Waffenträger bei der Erprobung beschädigt wurden und die taktische Bedeutung dieser Entladungsart sank.
Der Wiesel wurde und wird von der Bundeswehr bei vielen Auslandseinsätzen (UNOSOM II, IFOR, SFOR, KFOR, TFH, ISAF) eingesetzt.

## Aufbau
Aufgrund der maßgeblichen Vorgabe, den Wiesel in einem CH-53 zu transportieren, wurde beim Wiesel sehr auf eine Leichtbauweise geachtet.
Der Wiesel besteht aus einer selbsttragenden Wanne aus Panzerstahlblechen unterschiedlicher Stärke. Er bietet der Besatzung begrenzten Schutz gegen Splitter und Infanteriemunition. Daher handelt es sich beim Wiesel nicht um ein Panzerfahrzeug, sondern um einen Waffenträger Kette, der aus tiefen Stellungen seine Waffen gegen Feindkräfte zum Einsatz bringt. Allen Wieseln 1 fehlt die sonst bei Panzerfahrzeugen übliche Nebelwurfmittelanlage, die Schutz vor optronischen Aufklärungsmitteln bietet. Zudem bietet das Fahrzeug aufgrund der vorrangigen Eigenschaft, gut luftverlegbar zu sein, nur zwei – bei einigen Ausführungen drei – Besatzungsmitgliedern Platz, weshalb der Kommandant zugleich Richtschütze ist; ein Nachteil gegenüber anderen Gefechtsfahrzeugen.
Wie auch bei der Leopard-Familie sind der Motor, das Automatikgetriebe, die Luftfilteranlage, die Abgasanlage und das Gruppen- und Lenkgetriebe in einem Block zusammengefasst. Dieser Triebwerksblock befindet sich im linken vorderen Bereich des Fahrzeuges. Durch Schnelltrennstellen ist der komplette Wechsel des Triebwerks in zehn Minuten möglich. Der Militärkraftfahrer sitzt rechts neben dem geschotteten Triebwerkraum. Die Besatzung sowie der entsprechende Rüstsatz befinden sich im Heck des Fahrzeuges. Angeschweißt an der Wanne sind sogenannte Heißösen für das Verzurren am Hubschrauber beziehungsweise im Transportflugzeug.
Wie alle Baugruppen des Wiesels ist das Laufwerk ebenfalls in Leichtbauweise ausgeführt. Der Antrieb erfolgt über das Antriebsrad am vorderen Ende des Fahrzeuges. Je nach Fahrzeugtyp gibt es drei (Wiesel 1) oder vier bis fünf drehstabgefederte Laufrollen (Wiesel 2). Am hinteren Ende des Fahrzeuges befinden sich die großen Umlenkrollen, die sowohl einen Teil des Fahrzeuggewichts tragen als auch für die Spannung der Kette zuständig sind. An der Oberseite des Laufwerks sorgen ein (Wiesel 1) oder zwei (Wiesel 2) Stützrollen für die Rückführung der Kette zum Antriebsrad.
Außergewöhnlich war die Endlosgummikette von Kluth, die jedoch später durch eine klassische Stahl-Endverbinderkette der Firma Diehl ersetzt wurde.

## Varianten

### Wiesel 1

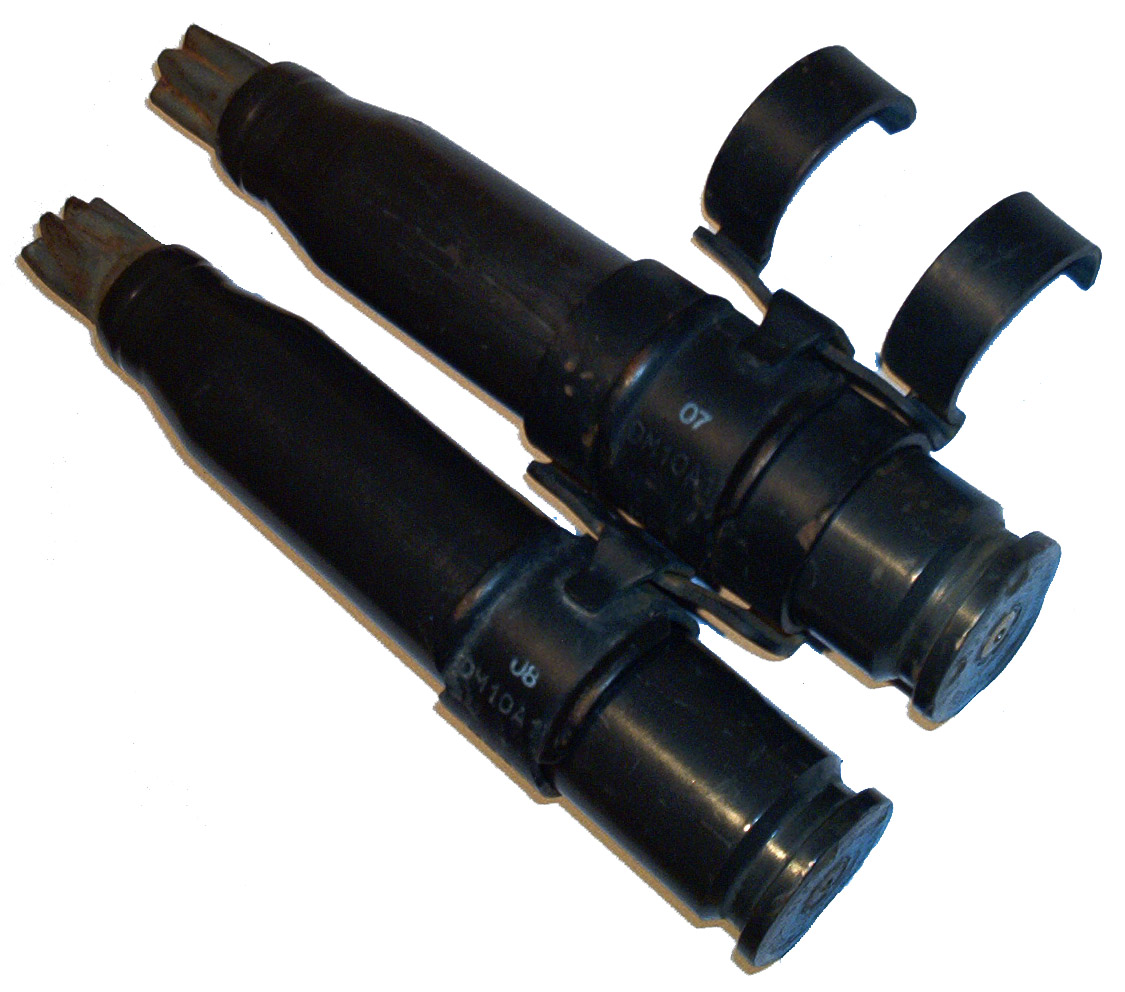
Manövermunition („Platzpatronen“) 20-mm-BMK

#### MK 20

Skizze des Wiesel 1 MK

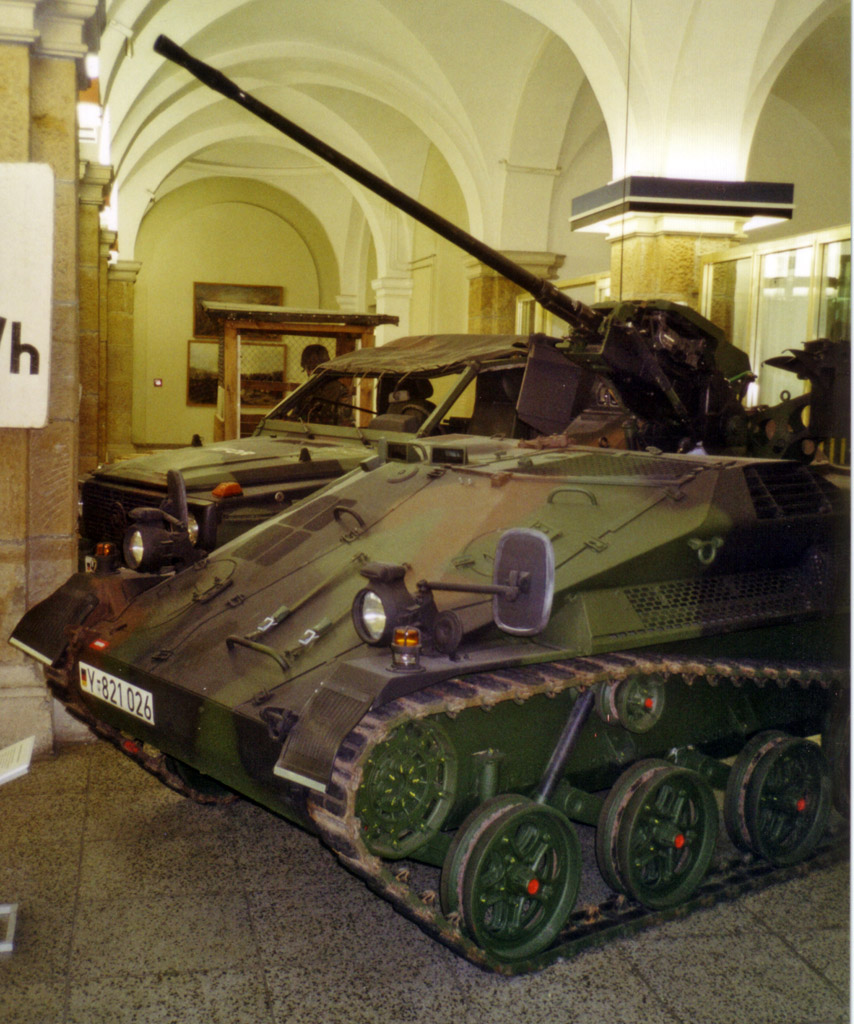
Wiesel 1 MK 20

Der MK Wiesel dient der Feuerunterstützung der Infanterie und zum Kampf gegen weiche Ziele, bedingt auch gegen Hartziele und langsam und niedrig fliegende Luftfahrzeuge und insbesondere Hubschrauber. Die Hauptwaffe des Wiesel 1 besteht aus einer 20-mm-Maschinenkanone (MK) MK 20 Rh 202 der Firma Rheinmetall. Die MK wurde in einem Ein-Mann-Turm E6-II-A1 von KUKA Wehrtechnik (seit 1999 ein Teil von Rheinmetall) installiert. Die mechanischen Richtantriebe ermöglichen einen Seitenrichtbereich von 110° und einen Höhenrichtbereich von −10° bis +45°. Seitlich an der Waffe und somit außerhalb befinden sich zwei Munitionskästen mit 60 Patronen panzerbrechender Hartkernmunition (AP) links und 100 Patronen Sprengmunition (HE) rechts. Durch einen Doppelgurtzuführer ist der schnelle Wechsel von AP auf HE oder umgekehrt möglich. Durch den Bildverstärker PERI Z-59 ist der MK Wiesel nachtkampffähig.
Im Rahmen von Kampfwertsteigerungen wurde ab Februar 2002 die Nachtkampffähigkeit verbessert. So erhielten 76 Waffenträger mit der neuen Bezeichnung Wiesel 1A1 MK das Autonome Optronische Zielsystem (AOZ 2000) von STN Atlas Elektronik mit Laserentfernungsmesser, Wärmebildgerät und Feuerleitrechner.
Unter der Kennung Wiesel 1A2 MK wurden ab 2006 insgesamt 53 Fahrzeuge mit dem Zielperiskop PERI Z17 BM48 WBG (Tagsichtkanal mit vier- und achtfacher Vergrößerung und Wärmebildgerät der dritten Generation) von Rheinmetall ausgerüstet. Mit der Einführung des Führungs- und Informationssystems Heer änderte sich die Bezeichnung der umgerüsteten Wiesel 1 zu Wiesel 1 A3 MK (AOZ 2000 mit FüInfoSys) und Wiesel 1 A4 MK (PERI Z17 mit FüInfoSys).
Die Besatzung besteht im Gegensatz zum Wiesel TOW aus nur zwei Soldaten (Kommandant/Richtschütze und Kraftfahrer). Zu den Aufgaben des Kommandanten gehört das Führen des Kettenfahrzeugs, Beobachtung des Gefechtsfeldes und Bekämpfung von Zielen sowie das Halten von Fernmeldeverbindung auf bis zu zwei Funkkreisen. Bedingt dadurch kommt es durch die geringe Besatzungsstärke zu einer eingeschränkten Nutzung der Fähigkeiten des Fahrzeugs und einer nur bedingten Durchhaltefähigkeit auf dem Gefechtsfeld.
Ausbaustufen bis zur Nutzungsdauerverlängerung
- Wiesel 1 A0 MK – Serienversion mit 20-mm-Bordmaschinenkanone
- Wiesel 1 A1 MK – aufgerüstet mit einem Autonomen Optronischen Zielsystem (AOZ 2000) für eine bessere Nachtkampffähigkeit
- Wiesel 1 A2 MK – aufgerüstet mit dem PERI Z17 BM48 WBG für eine bessere Nachtkampffähigkeit.
- Wiesel 1 A3 MK – Wiesel 1A1 mit Führungs- und Informationssystem Heer (FüInfoSys Heer)
- Wiesel 1 A4 MK – Wiesel 1A2 mit Führungs- und Informationssystem Heer (FüInfoSys Heer)

#### TOW

Skizze des Wiesel 1 TOW

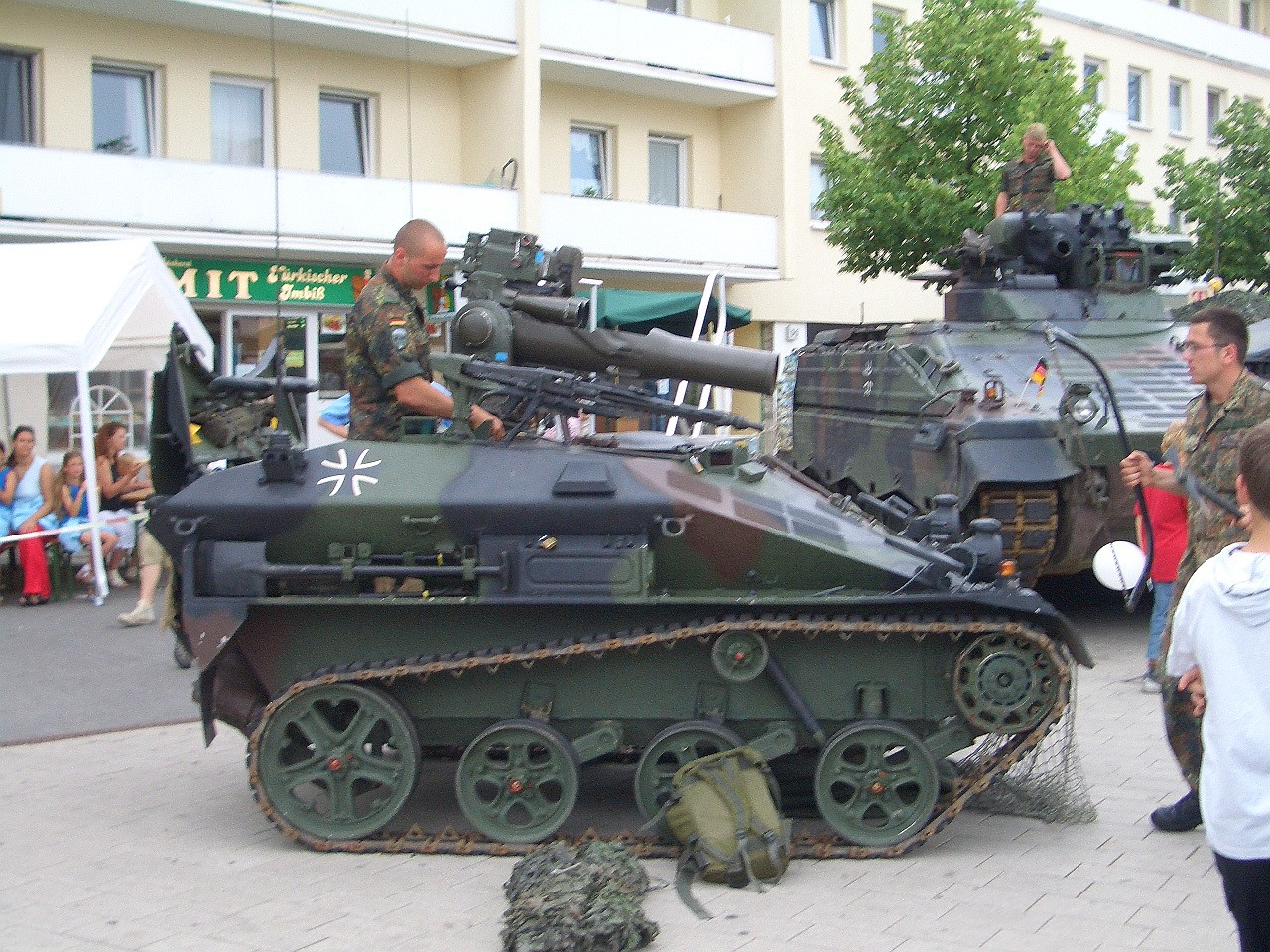
Wiesel 1A1 TOW, schon mit serienmäßiger Lafettenhalterung für das MG3 ausgestattet

Die Waffenanlage TOW wurde auf einer höhenverstellbaren Lafette montiert. Sie besteht aus dem Startrohr, dem Optikblock und dem für Tag- und Nachtsicht ausgelegten Wärmebildgerät AN/TAS 4. Der Richtbereich beträgt 45° zur Seite sowie +/− 10° in der Höhe. Der maximale Munitionsvorrat beträgt offiziell sechs TOW 2, davon fünf im Fahrzeug und eine außerhalb an der Heckwand. Mit dem Verstauen eines Lenkflugkörpers in der Waffenanlage steigt dieser auf sieben. Der Fahrzeugkommandant führt das Fahrzeug und die Besatzung, hält die Fernmeldeverbindungen, beobachtet das Gefechtsfeld und ist Richtschütze des Waffensystems.
Als Sekundärbewaffnung verfügt der TOW Wiesel auch über ein MG3. Anfänglich nicht dafür ausgerüstet, wurden die Fahrzeuge im Truppeneigenbau dafür umgerüstet und durch eine Lafettenhalterung am Platz des Ladeschützen ergänzt. Mit der standardisierten Übernahme änderte sich die Bezeichnung zu Wiesel 1A1 TOW und für Waffenträger mit dem Führungs- und Informationssystem Heer zu Wiesel 1A2 TOW
Ausbaustufen bis zur Nutzungsdauerverlängerung
- Wiesel 1 TOW – mit drahtgesteuerten (Tube launched; Optically tracked; Wire-guided missile) Panzerabwehrlenkwaffen
- Wiesel 1 A1 TOW – Ausgestattet mit einem MG3 als Sekundärbewaffnung
- Wiesel 1 A2 TOW – Wiesel 1 A1 mit Führungs- und Informationssystem Heer (FüInfoSys Heer)

#### Aufklärer
Hierbei handelt es sich um einen modifizierten Wiesel TOW der für die Luftlandeaufklärungskompanien (LLAufklKp) beschafft wurde. Das Fahrzeug wurde umfangreichen Änderungen unterzogen. Man entfernte die Waffenanlage, setzte das Fahrzeugdach höher und verbaute eine hybride Navigationsanlage, ein Autonomes Optronisches Zielsystem (AOZ 2000) mit TV-Kamera, IR-Kamera und Laserentfernungsmesser sowie das Führungs-, Kommunikations- und Informationssystem FaKoM. Die Aufklärungsoptik befindet sich dabei auf einer Schwenk-/Neige-Einrichtung, die mit einem Hubmast bis zu drei Meter ausfahrbar ist. Zur Kommunikation ist der Spähpanzer mit den Funkgeräten SEM 80/90 und HRM 7400 ausgerüstet. Als Bewaffnung dient ein MG3 auf Freirichtlafette. Im Juli 2001 lieferte Rheinmetall das Truppenversuchsmuster an die LLAufklKp 310. Insgesamt existieren 16 Aufklärungsfahrzeuge bei der Bundeswehr.

#### Fahrschulpanzer
Für die Fahrschulausbildung wurden weitere Wiesel 1 TOW modifiziert. Hierfür wurden sämtliche Fahrzeugaufbauten wie Lafette und hintere Luken entfernt. Stattdessen wurde eine klimatisierte Kabine mit großen Glasfenstern auf dem Fahrzeugheck montiert. Hierin befindet sich der Platz für den Fahrlehrer und eine weitere Person. Der Fahrlehrer kann ähnlich wie in zivilen Fahrschulfahrzeugen in das Fahrgeschehen eingreifen.

#### Konzepte und Prototypen
Wie auch bei anderen deutschen Entwicklungen wurde die Tauglichkeit des Wiesels für verschiedene Zwecke untersucht.
- BTM 208 – Der als Spähpanzer konstruierte Wiesel verfügte über einen Ein-Mann-Turm der Firma SAMM. Bewaffnet war er mit einem MG im Kaliber 12,7 mm.

- BTM-263 Mörserträger – Diese Version verfügt ebenfalls über einen Ein-Mann-Turm der Firma SAMM. Er wurde so modifiziert, um einen 60-mm-Mörser und ein FN-Mag als Bewaffnung aufzunehmen.

- FlaPanzer – Als Flugabwehrpanzer wurde er mit einem richtbaren Pedestal zum Starten der Flugabwehrraketen Mistral ausgestattet.

- Sanitätsfahrzeug – Konzept als Notarztwagen auf leichtem Kettenfahrzeug Beweglicher Arzttrupp

- Bergepanzer – Konzept eines Bergepanzers mit drehbarer Krananlage und Seilwinde.

- Nachschubpanzer – Konzept als Munitionstransporter.

- Jagdpanzer – Ausgerüstet mit der Panzerabwehrwaffe MILAN auf einer drehbaren Zwillingslafette.

- Gefechtsfeldradar – Ausgerüstet mit dem deutsch-französischen Artillerieradargerät RATAC (Radar de tir l’artillerie de campagne) sollte er zur Gefechtsfeldüberwachung, zur Zielerfassung und Zielklassifizierung sowie zur Lenkung des Artilleriefeuers genutzt werden.

- ATM HOT – Er diente als Universalwaffenträger zur Aufklärung, Panzerabwehr, Überwachung und Beobachtung. Dazu verfügt er über eine ausfahrbare Universalplattform mit Wärmebildgerät, Goniometer mit TV-Kamera, Laserentfernungsmesser und Überwachungskamera für den Nahbereich. Bewaffnet war er mit einem M2HB und der Panzerabwehrwaffe HOT.

- RMK 30 – Dieser Erprobungsträger dient als Nachweis für die Möglichkeit, die rückstoßarme 30-mm-Maschinenkanone RMK 30 als Bewaffnung zu montieren. Er wurde im November 2004 in Hammelburg vorgestellt.

- Detektorfahrzeug – Im Rahmen des „Route Clearance System“ zur Aufklärung von IED werden von einem Fuchs aus ferngesteuerte, mit integrierten Bodendurchdringungsradar und Metalldetektor ausgestattete Wiesel 1 als Detektorfahrzeuge eingesetzt.[13]

- DIOK – Demonstratorfahrzeug Innovatives, Optimiertes Kettenlaufwerk: Versuchsfahrzeug von FFG zur Erprobung von Antriebskonzepten, bestehend aus einem auseinandergeschnittenen und verlängerten Wiesel 1 MK, bei dem die Anordnung des Laufwerks stark verändert wurde: Statt drei Laufrollen plus große kombinierte Lauf-/Umlenkrolle gibt es fünf Laufrollen und eine extra Umlenkrolle sowie drei Stützrollen statt einer, außerdem wird eine andere Kette verwendet. Das Fahrverhalten soll damit besser sein, außerdem kann so ggf. ein zusätzlicher Elektroantrieb erprobt werden (Bilder und Beschreibung:[14][15]).

- LLX – Eine Variante von 1996 mit Radnabenmotoren (dieselelektrischer Antrieb).[16]

### Wiesel 2

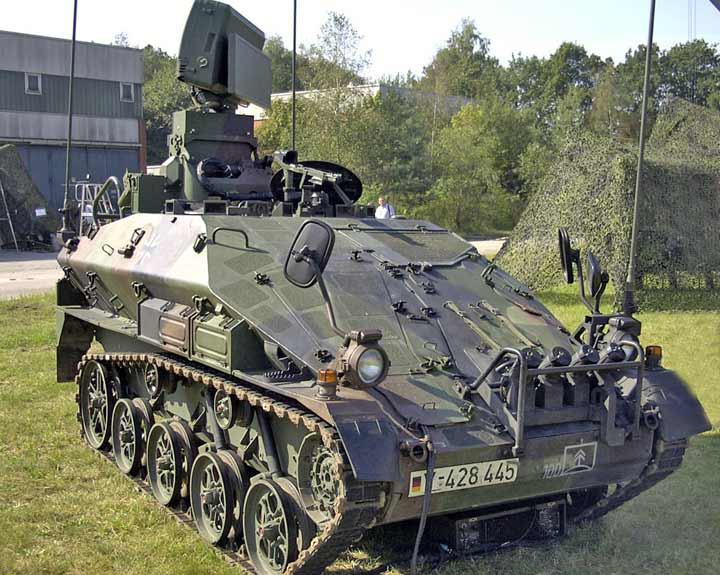
Wiesel 2 AFF des Systems leFlaSys

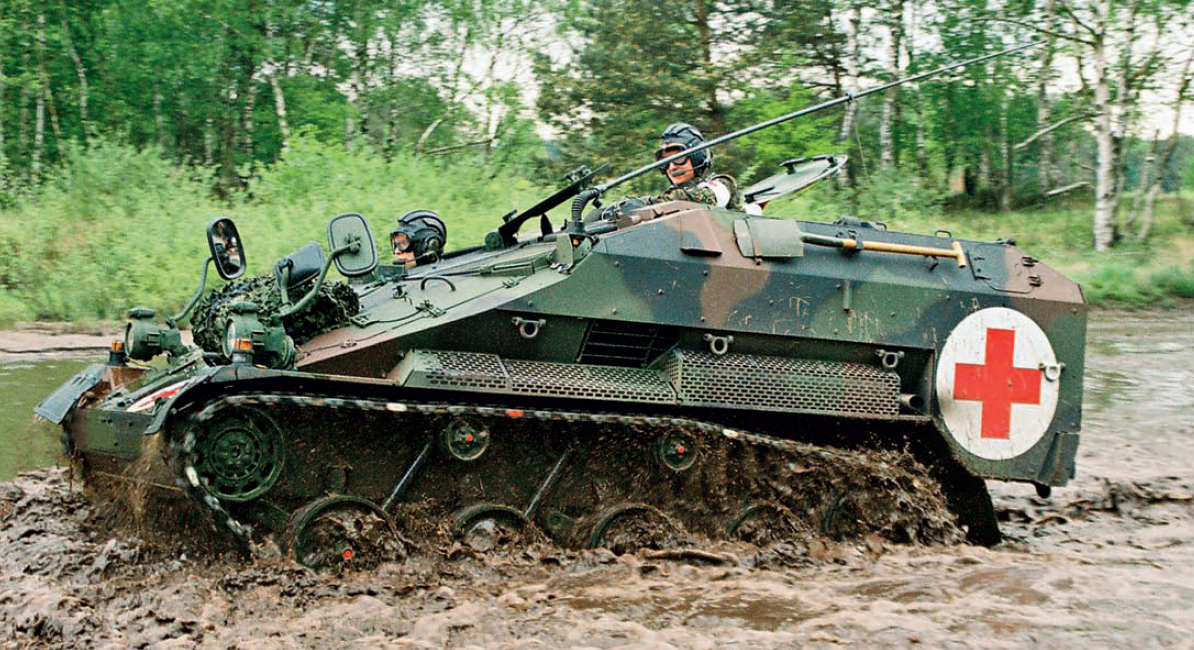
Wiesel 2 SanTrp

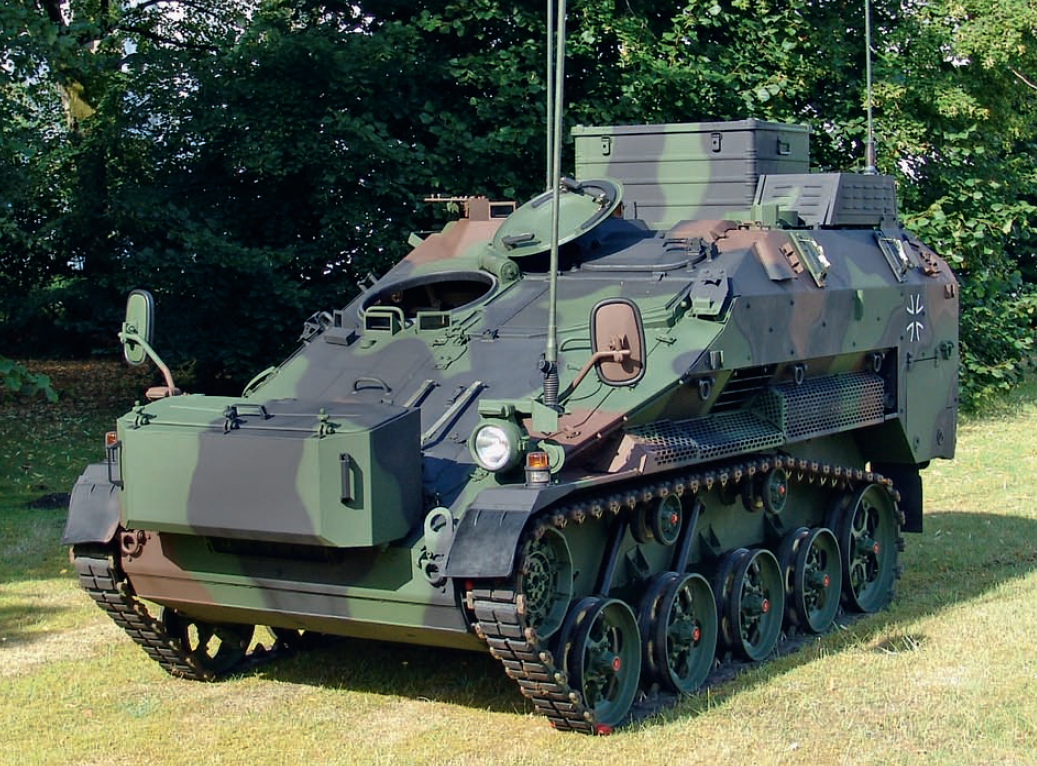
Wiesel 2 bewBefSt

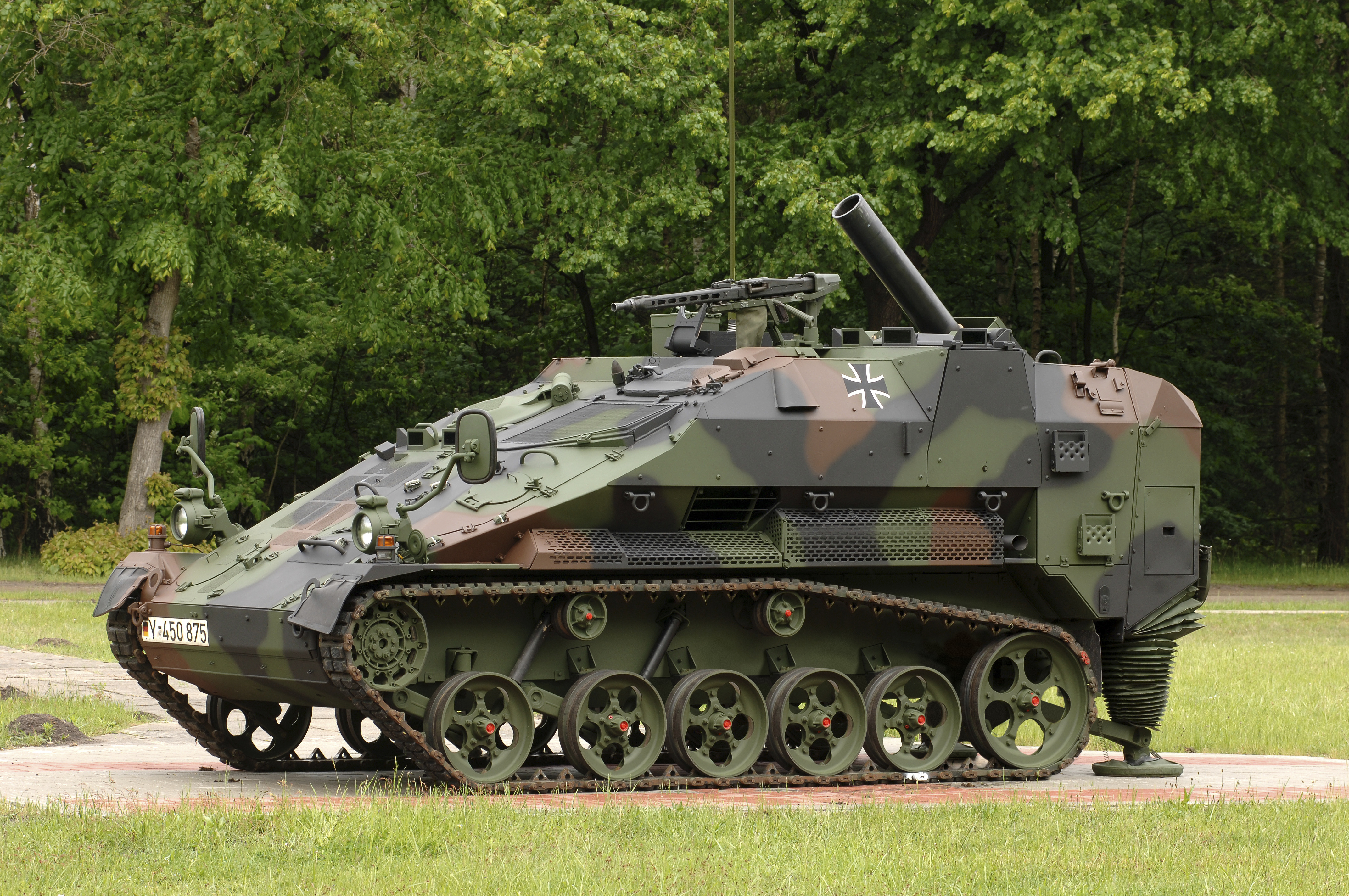
Wiesel 2 lePzMrs des Systems MrsKpfSys

#### Leichtes Flugabwehr-System (leFlaSys)
Das Wiesel 2 leFlaSys (leichtes Flugabwehr-System) besteht aus den folgenden Fahrzeugen:
- Batterieführungs- und Unterstützungsfahrzeug (BF/UF)
- Aufklärungs- und Feuerleitfahrzeug (AFF)
- Waffenträger Ozelot (FlaRaWaTrg)

Insgesamt wurden für das leFlaSys 67 Fahrzeuge beschafft. Nach der Auflösung der Luftlandeflugabwehrraketenbatterie 100, Leichte Flugabwehrraketenlehrbatterie 610 und Leichte Flugabwehrraketenbatterie (8./JgRgt 1) wurden diese Waffensysteme an den Luftwaffendienstbereich Flugabwehrraketendienst Flugabwehrraketengeschwader 1 abgegeben.

#### Sanitätstrupp (SanTrp)
Der Wiesel 2 SanTrp ist für die Rettung von Verletzten in schwierigem Gelände sowie die Erstversorgung vor Ort vorgesehen. Hierfür kann maximal ein liegender und zwei sitzende Verwundete transportiert werden. Die Besatzung besteht aus einem Militärkraftfahrer und Einsatzsanitäter sowie zwei Notfallsanitätern. Es wurden 33 Sanitätsfahrzeuge an die Bundeswehr ausgeliefert.

#### Pioniererkundungstrupp (PiErkTrp)
Der PiErkTrp ist für Gewässererkundungen mit einem Schlauchboot ausgerüstet. Zusätzlich wird Material für Sperr- und Sprengeinsätze mitgeführt. Es wurden acht PiErkTrp an die Bundeswehr ausgeliefert.

#### Bewegliche Befehlsstelle (bewBefSt)
Die bewBefSt dient als Führungsfahrzeug einer Heereseinheit auf Kompanie und Bataillonsebene. Hierfür ist diese mit einer umfangreichen Funkausstattung ausgerüstet. Es wurden 32 bewBefSt an die Bundeswehr ausgeliefert.

#### Mörserkampfsystem (MrsKpfSys)
Der luftbewegliche Aufklärungs-, Führungs- und Wirkverbund Mörserkampfsystem besteht aus verschiedenen Fahrzeugen auf Basis Wiesel 2 in unterschiedlichen Ausführungen und Funktionen. Im Juni 2009 wurde mit der Rheinmetall AG ein Vertrag über die Lieferung der ersten acht Wiesel 2 lePzMrs abgeschlossen, die im Jahr 2011 an die Bundeswehr ausgeliefert werden sollten. Zusätzlich werden zwei Führungsfahrzeuge in der Variante als ZgTrp und FltTrp geliefert. Der Auftrag hat einen Gesamtwert von 61,5 Mio. €. Im Rahmen der 2010 beschlossenen Neuausrichtung der Bundeswehr wird das System nicht im vollen Umfang beschafft.
Leichter Panzermörser (lePzMrs)
Der lePzMrs bildet die Wirkkomponente des Systemverbunds. Ausgestattet mit einem rücklaufgelagerten 120-mm-Vorderladermörser, der sowohl für herkömmliche Munition mit 8000 m Reichweite als auch für endphasengelenkte Munition ausgelegt ist, wird die Waffenanlage unter ballistischem und ABC-Schutz bedient und nachgeladen. Durch die automatische Richtungs-, Höhen- und Positionsbestimmung sowie die vollautomatische Korrektur der Waffenposition von Schuss zu Schuss wird eine schnelle Feuerbereitschaft sowie hohe Präzision gewährleistet. Dadurch kann der Wiesel 2 lePzMrs für schnelle Positionswechsel eingesetzt werden (Hide-hit-run-hide-Taktik). Aufgrund einer Gewichtssteigerung gegenüber den anderen Wiesel-2-Varianten verfügen die Serienfahrzeuge über fünf Laufrollenpaare. Die Prototypen sind abweichend noch mit vier Laufrollenpaaren ausgestattet.
Führungsfahrzeuge (FüFhz)
In der Führungsebene des MrsKpfSys gibt es verschiedene Funktionen, denen mit jeweils speziell angepassten Fahrzeugausrüstungen entsprochen wird. Der Zugtrupp (ZgTrp) und Feuerleittrupp (FltTrp) führen einen Mörserzug. Hier werden Aufklärungsdaten analysiert, das weitere Vorgehen des Zuges bestimmt und die entsprechenden Zielzuweisungen mit den Feuerleitdaten an die unterstellten lePzMrs weitergeleitet. Der Kompanieführungstrupp (KpFüTrp) führt die Einheit auf Kompanieebene. Das Joint Fire Support Coordination Team (JFSCT) übernimmt die Kommunikation zu höheren Kommandoebenen.
Aufklärungsfahrzeug JFST (Joint Fire Support Team)
Das Joint Fire Support Team (JFST) stellte die Aufklärungskomponente im MrsKpfSys dar. Es verfügt über eine ausfahrbare Beobachtungsausstattung mit hochauflösender CCD-Kamera, einer Wärmebildkamera der 3. Generation, einem Laserpointer (nur Boden-Luft-Variante BL) und einem Laserentfernungsmesser zur Gefechts- und Einsatzaufklärung. Aufgeklärte Ziele werden über integrierte Führungs- und Feuerleitsysteme innerhalb des eigenen Systemverbunds sowie externen Kräften zur Verfügung gestellt.

#### Konzepte und Prototypen
Versuchsträger 1 (VT01)

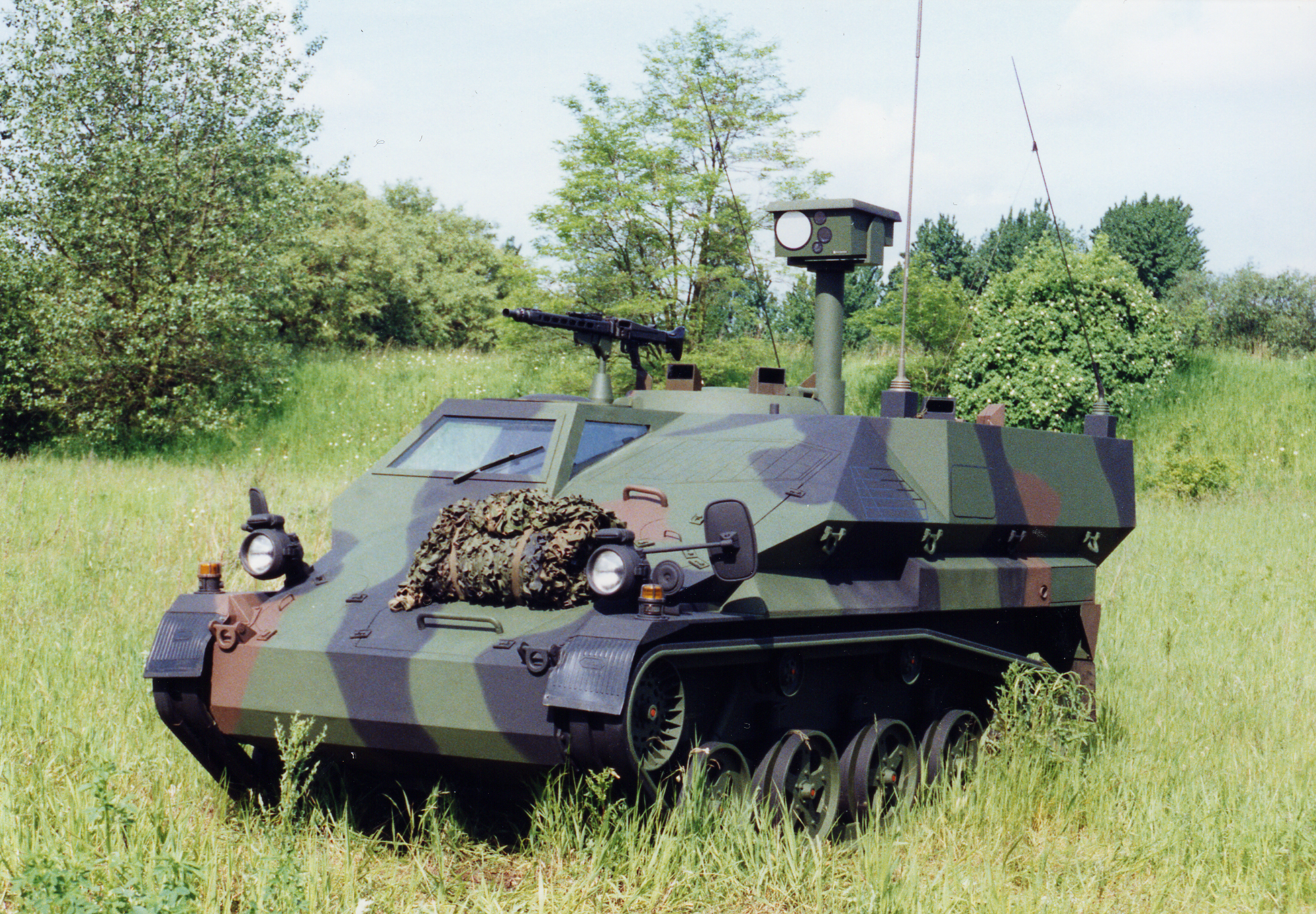
Konzeptstudie Argus

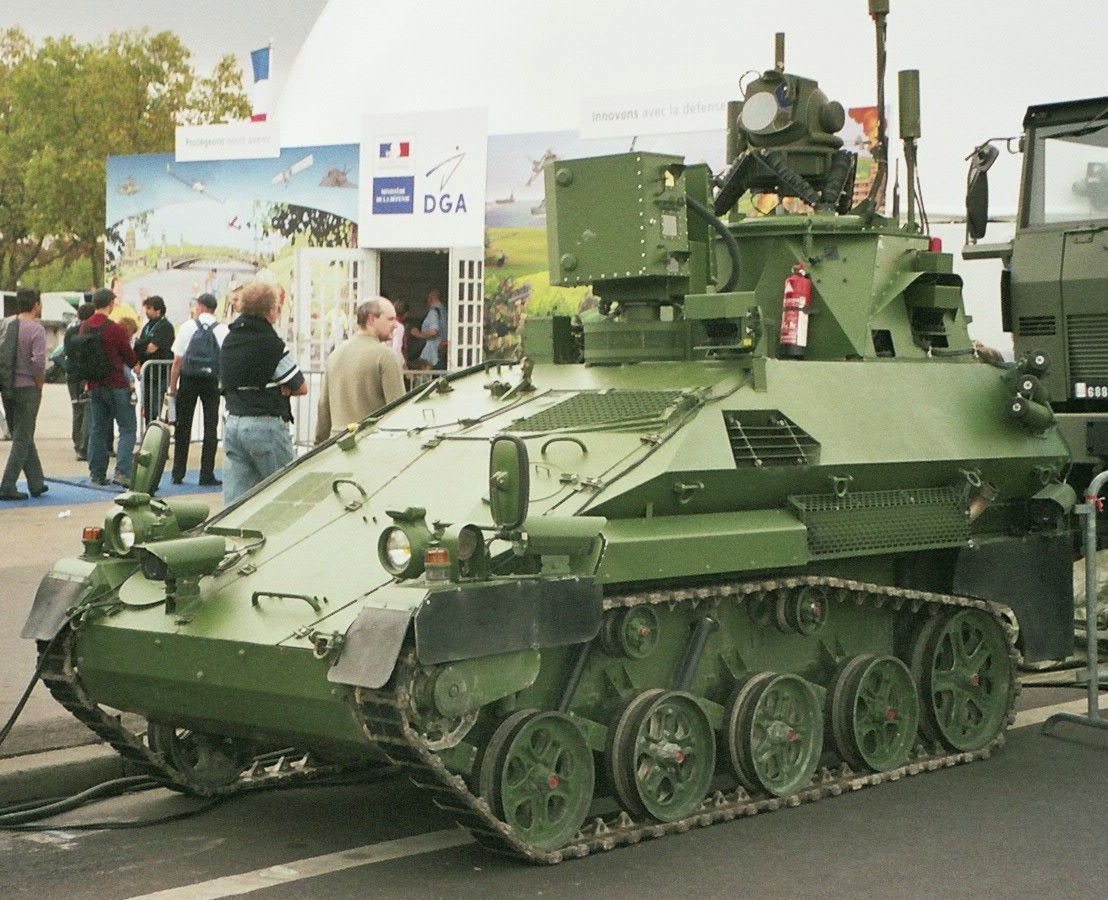
Wiesel 2 SYRANO

Der VT01 ist der erste Wiesel 2 mit vier Laufrollen als Mannschaftstransportwagen.
ATM HOT
Dieses Fahrzeug dient als Universalwaffenträger zur Aufklärung, Panzerabwehr, Überwachung und Beobachtung. Dazu verfügt er über eine ausfahrbare Universalplattform mit Wärmebildgerät, Goniometer mit TV-Kamera, Laserentfernungsmesser und Überwachungskamera für den Nahbereich. Bewaffnet war er mit einem M2HB und der Panzerabwehrwaffe HOT.
Argus
Der Argus ist ein Beobachtungs- und Aufklärungsfahrzeug mit elevierbarer Beobachtungsausstattung. Für lange Beobachtungseinsätze erhielt er einen ergonomisch ausgelegten Innenraum, und es wurden innovative Bedienkonzepte realisiert.
SYRANO
Das Chassis des Wiesel 2 wird als Basis für das experimentelle französische SYRANO-Programm (Système Robotisé d'Acquisition pour la Neutralisation d'Objectifs) verwendet. Dieses Programm erforscht den Einsatz unbemannter automatischer Kampffahrzeuge.
Versuchsträger 2 (VT02)
Der VT02 ist der erste Wiesel 2 mit fünf Laufrollen als Erprobungsfahrzeug. Als Basis diente ein Fahrzeug des Typs bewegliche Befehlsstelle, dessen Bodengruppe aufgetrennt und durch eine verlängerte Baugruppe mit fünf Laufrollenpaaren ersetzt wurde. Das Fahrzeug diente zum Nachweis der Tauglichkeit der Wiesel-2-Plattform für fünf Laufrollen und eines maximalen Gesamtgewichts von 4,78 t.
ACW Wiesel
Ende 2021 stellte Rheinmetall mit dem australischen Verteidigungsministerium, CSIRO, RMIT u. a. ein beispielhaft auf der Wiesel-Plattform umgesetztes System für autonome Gefechtsfahrzeuge (Autonomous Combat Warrior) vor. Es soll neben Wiesel-Modellen auch nachrüstbar in alle Systeme der Baureihen HX, GTK Boxer und Lynx sein.

## Technische Daten

### Wiesel 1
| Bezeichnung            | Wiesel 1 MK | Wiesel 1 TOW                                                                                                   | Wiesel 1 Aufklärer                                                                                             |   |
| ---------------------- | --- | --- | --- | - |
| Typ:                   | luftlandefähiger Waffenträger                                                                                  | luftlandefähiger Waffenträger                                                                                  | luftlandefähiger Waffenträger                                                                                  |   |
| Motor:                 | Audi-5-Zylinder-Diesel mit Abgasturbolader                                                                     | Audi-5-Zylinder-Diesel mit Abgasturbolader                                                                     | Audi-5-Zylinder-Diesel mit Abgasturbolader                                                                     |   |
| Hubraum:               | 1986 cm³ | 1986 cm³ | 1986 cm³ |   |
| Leistung:              | 64 kW (87 PS)                                                                                                  | 64 kW (87 PS)                                                                                                  | 64 kW (87 PS)                                                                                                  |   |
| Kühlung:               | Flüssigkeitskühlung                                                                                            | Flüssigkeitskühlung                                                                                            | Flüssigkeitskühlung                                                                                            |   |
| Getriebe:              | hydromechanischer Drehmomentwandler 3HP-22 mit drei Vorwärtsgängen, ein Rückwärtsgang                          | hydromechanischer Drehmomentwandler 3HP-22 mit drei Vorwärtsgängen, ein Rückwärtsgang                          | hydromechanischer Drehmomentwandler 3HP-22 mit drei Vorwärtsgängen, ein Rückwärtsgang                          |   |
| Fahrwerk:              | drehstabgefedertes Stützrollenlaufwerk mit drei Laufrollen, einer Stützrolle sowie einer Umlenkrolle pro Seite | drehstabgefedertes Stützrollenlaufwerk mit drei Laufrollen, einer Stützrolle sowie einer Umlenkrolle pro Seite | drehstabgefedertes Stützrollenlaufwerk mit drei Laufrollen, einer Stützrolle sowie einer Umlenkrolle pro Seite |   |
| Länge über alles:      | 3545 mm | 3310 mm | 3550 mm |   |
| Breite über alles:     | 1820 mm | 1820 mm | 1820 mm |   |
| Höhe über alles:       | 1825 mm | 1897 mm | 1838 mm |   |
| Bodenfreiheit:         | 302 mm | 302 mm | 302 mm |   |
| Watfähigkeit:          | 500 mm | 500 mm | 500 mm |   |
| Überschreitfähigkeit:  | 1200 mm | 1200 mm | 1200 mm |   |
| Kletterfähigkeit:      | 400 mm | 400 mm | 400 mm |   |
| Steigfähigkeit:        | 60 % | 60 % | 60 % |   |
| Querneigung:           | 30 % | 30 % | 30 % |   |
| Max. Gesamtgewicht:    | ca. 3000 kg | ca. 3000 kg | ca. 3300 kg |   |
| Höchstgeschwindigkeit: | über 70 km/h (Straße), 50 km/h Gelände                                                                         | über 70 km/h (Straße), 50 km/h Gelände                                                                         | über 70 km/h (Straße), 50 km/h Gelände                                                                         |   |
| Kraftstoffmenge:       | 80 l | 80 l | 80 l |   |
| Kraftstoffverbrauch:   | Straße: 28 l auf 100 km, Gelände: 40 l auf 100 km                                                              | Straße: 28 l auf 100 km, Gelände: 40 l auf 100 km                                                              | Straße: 28 l auf 100 km, Gelände: 40 l auf 100 km                                                              |   |
| Fahrbereich:           | Straße: 286 km, Gelände: 200 km                                                                                | Straße: 286 km, Gelände: 200 km                                                                                | Straße: 286 km, Gelände: 200 km                                                                                |   |
| Bewaffnung:            | 1 Maschinenkanone 20 mm                                                                                        | TOW-2–Startsystem und MG3 (optional)                                                                           | MG3 |   |
| Munition:              | 400 Schuss | 5–7 TOW 2 | |   |
| Besatzung:             | 2 | 3 | 3 | 3 |

### Wiesel 2
| Bezeichnung            | Wiesel 2 FlaRaWaTrg                                                                                 | Wiesel 2 BF/UF                                                                                      | Wiesel 2 AFF                                                                                        | Wiesel 2 SanTrp                                                                                     | Wiesel 2 PiErk                                                                                      | Wiesel 2 bewBefSt                                                                                   | Wiesel 2 lePzMrs                                                                                    | Wiesel 2 FüFhz                                                                                      |
| ---------------------- | --------------------------------------------------------------------------------------------------- | --------------------------------------------------------------------------------------------------- | --------------------------------------------------------------------------------------------------- | --------------------------------------------------------------------------------------------------- | --------------------------------------------------------------------------------------------------- | --------------------------------------------------------------------------------------------------- | --------------------------------------------------------------------------------------------------- | --------------------------------------------------------------------------------------------------- |
| Typ:                   | luftlandefähiger Waffenträger                                                                       | luftlandefähiger Waffenträger                                                                       | luftlandefähiger Waffenträger                                                                       | luftlandefähiger Waffenträger                                                                       | luftlandefähiger Waffenträger                                                                       | luftlandefähiger Waffenträger                                                                       | luftlandefähiger Waffenträger                                                                       | luftlandefähiger Waffenträger                                                                       |
| Motor:                 | VW-4-Zylinder-TDI mit Abgasturbolader                                                               | VW-4-Zylinder-TDI mit Abgasturbolader                                                               | VW-4-Zylinder-TDI mit Abgasturbolader                                                               | VW-4-Zylinder-TDI mit Abgasturbolader                                                               | VW-4-Zylinder-TDI mit Abgasturbolader                                                               | VW-4-Zylinder-TDI mit Abgasturbolader                                                               | VW-4-Zylinder-TDI mit Abgasturbolader                                                               | VW-4-Zylinder-TDI mit Abgasturbolader                                                               |
| Hubraum:               | 1896 cm³                                                                                            | 1896 cm³                                                                                            | 1896 cm³                                                                                            | 1896 cm³                                                                                            | 1896 cm³                                                                                            | 1896 cm³                                                                                            | 1896 cm³                                                                                            | 1896 cm³                                                                                            |
| Leistung:              | 81 kW (110 PS)                                                                                      | 81 kW (110 PS)                                                                                      | 81 kW (110 PS)                                                                                      | 81 kW (110 PS)                                                                                      | 81 kW (110 PS)                                                                                      | 81 kW (110 PS)                                                                                      | 81 kW (110 PS)                                                                                      | 81 kW (110 PS)                                                                                      |
| Kühlung:               | Flüssigkeitskühlung                                                                                 | Flüssigkeitskühlung                                                                                 | Flüssigkeitskühlung                                                                                 | Flüssigkeitskühlung                                                                                 | Flüssigkeitskühlung                                                                                 | Flüssigkeitskühlung                                                                                 | Flüssigkeitskühlung                                                                                 | Flüssigkeitskühlung                                                                                 |
| Getriebe:              | hydromechanischer Drehmomentwandler mit vier Vorwärtsgängen, ein Rückwärtsgang                      | hydromechanischer Drehmomentwandler mit vier Vorwärtsgängen, ein Rückwärtsgang                      | hydromechanischer Drehmomentwandler mit vier Vorwärtsgängen, ein Rückwärtsgang                      | hydromechanischer Drehmomentwandler mit vier Vorwärtsgängen, ein Rückwärtsgang                      | hydromechanischer Drehmomentwandler mit vier Vorwärtsgängen, ein Rückwärtsgang                      | hydromechanischer Drehmomentwandler mit vier Vorwärtsgängen, ein Rückwärtsgang                      | hydromechanischer Drehmomentwandler mit vier Vorwärtsgängen, ein Rückwärtsgang                      | hydromechanischer Drehmomentwandler mit vier Vorwärtsgängen, ein Rückwärtsgang                      |
| Fahrwerk:              | drehstabgefedertes Stützrollenlaufwerk mit vier Laufrollen, zwei Stützrollen, ein Leitrad pro Seite | drehstabgefedertes Stützrollenlaufwerk mit vier Laufrollen, zwei Stützrollen, ein Leitrad pro Seite | drehstabgefedertes Stützrollenlaufwerk mit vier Laufrollen, zwei Stützrollen, ein Leitrad pro Seite | drehstabgefedertes Stützrollenlaufwerk mit vier Laufrollen, zwei Stützrollen, ein Leitrad pro Seite | drehstabgefedertes Stützrollenlaufwerk mit vier Laufrollen, zwei Stützrollen, ein Leitrad pro Seite | drehstabgefedertes Stützrollenlaufwerk mit vier Laufrollen, zwei Stützrollen, ein Leitrad pro Seite | drehstabgefedertes Stützrollenlaufwerk mit fünf Laufrollen, zwei Stützrollen, ein Leitrad pro Seite | drehstabgefedertes Stützrollenlaufwerk mit fünf Laufrollen, zwei Stützrollen, ein Leitrad pro Seite |
| Länge über alles:      | 4505 mm                                                                                             | 4106 mm                                                                                             | 4150 mm                                                                                             | 4392 mm                                                                                             | 4258 mm                                                                                             | 4258 mm                                                                                             | 4783 mm                                                                                             | 4258 mm                                                                                             |
| Breite über alles:     | 1820 mm                                                                                             | 1820 mm                                                                                             | 1820 mm                                                                                             | 1870 mm                                                                                             | 1816 mm                                                                                             | 1816 mm                                                                                             | 1870 mm                                                                                             | 1857 mm                                                                                             |
| Höhe über alles:       | 1915 mm                                                                                             | 1915 mm                                                                                             | 1915 mm                                                                                             | 1885 mm                                                                                             | 2144 mm                                                                                             | 2168 mm                                                                                             | 1810 mm                                                                                             | 1810 mm                                                                                             |
| Bodenfreiheit:         | 302 mm                                                                                              | 302 mm                                                                                              | 302 mm                                                                                              | 302 mm                                                                                              | 302 mm                                                                                              | 302 mm                                                                                              | 302 mm                                                                                              | 302 mm                                                                                              |
| Watfähigkeit:          | 500 mm                                                                                              | 500 mm                                                                                              | 500 mm                                                                                              | 500 mm                                                                                              | 500 mm                                                                                              | 500 mm                                                                                              | 500 mm                                                                                              | 500 mm                                                                                              |
| Überschreitfähigkeit:  | 1200 mm                                                                                             | 1200 mm                                                                                             | 1200 mm                                                                                             | 1200 mm                                                                                             | 1200 mm                                                                                             | 1200 mm                                                                                             | 1200 mm                                                                                             | 1200 mm                                                                                             |
| Kletterfähigkeit:      | 400 mm                                                                                              | 400 mm                                                                                              | 400 mm                                                                                              | 400 mm                                                                                              | 400 mm                                                                                              | 400 mm                                                                                              | 400 mm                                                                                              | 400 mm                                                                                              |
| Steigfähigkeit:        | 60 %                                                                                                | 60 %                                                                                                | 60 %                                                                                                | 60 %                                                                                                | 60 %                                                                                                | 60 %                                                                                                | 40 %                                                                                                | 40 %                                                                                                |
| Querneigung:           | 30 %                                                                                                | 30 %                                                                                                | 30 %                                                                                                | 30 %                                                                                                | 30 %                                                                                                | 30 %                                                                                                | 30 %                                                                                                | 30 %                                                                                                |
| Max. Gesamtgewicht:    | 4500 kg                                                                                             | 4500 kg                                                                                             | 4500 kg                                                                                             | ca. 4300 kg                                                                                         | ca. 4100 kg                                                                                         | ca. 4500 kg                                                                                         | ca. 4780 kg                                                                                         | ca. 4780 kg                                                                                         |
| Höchstgeschwindigkeit: | über 70 km/h (Straße), 50 km/h Gelände                                                              | über 70 km/h (Straße), 50 km/h Gelände                                                              | über 70 km/h (Straße), 50 km/h Gelände                                                              | über 70 km/h (Straße), 50 km/h Gelände                                                              | über 70 km/h (Straße), 50 km/h Gelände                                                              | über 70 km/h (Straße), 50 km/h Gelände                                                              | über 70 km/h (Straße), 50 km/h Gelände                                                              | über 70 km/h (Straße), 50 km/h Gelände                                                              |
| Kraftstoffmenge:       | 80 l                                                                                                | 80 l                                                                                                | 80 l                                                                                                | 80 l                                                                                                | 80 l                                                                                                | 80 l                                                                                                | 80 l                                                                                                | 80 l                                                                                                |
| Kraftstoffverbrauch:   | Straße: 28 l auf 100 km, Gelände: 40 l auf 100 km                                                   | Straße: 28 l auf 100 km, Gelände: 40 l auf 100 km                                                   | Straße: 28 l auf 100 km, Gelände: 40 l auf 100 km                                                   | Straße: 28 l auf 100 km, Gelände: 40 l auf 100 km                                                   | Straße: 28 l auf 100 km, Gelände: 40 l auf 100 km                                                   | Straße: 28 l auf 100 km, Gelände: 40 l auf 100 km                                                   | Straße: 28 l auf 100 km, Gelände: 40 l auf 100 km                                                   | Straße: 28 l auf 100 km, Gelände: 40 l auf 100 km                                                   |
| Fahrbereich:           | Straße: 286 km, Gelände: 200 km                                                                     | Straße: 286 km, Gelände: 200 km                                                                     | Straße: 286 km, Gelände: 200 km                                                                     | Straße: 286 km, Gelände: 200 km                                                                     | Straße: 286 km, Gelände: 200 km                                                                     | Straße: 286 km, Gelände: 200 km                                                                     | Straße: 286 km, Gelände: 200 km                                                                     | Straße: 286 km, Gelände: 200 km                                                                     |
| Besatzung:             | 3                                                                                                   | 3                                                                                                   | 3                                                                                                   | 3                                                                                                   | 3                                                                                                   | 3                                                                                                   | 3                                                                                                   | 3                                                                                                   |